# Liste des intercommunalités de Maine-et-Loire

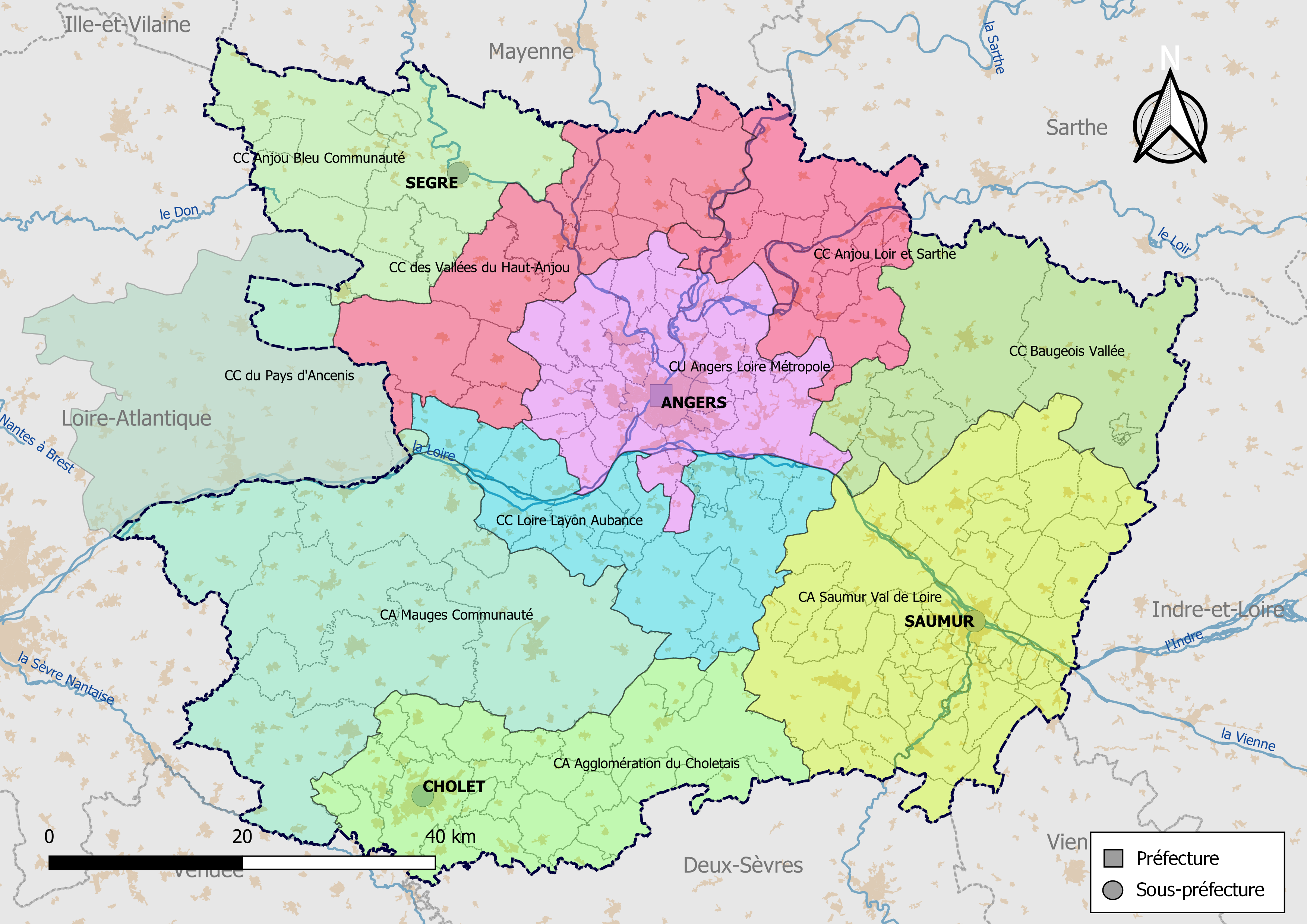
Carte des EPCI de Maine-et-Loire au 1er janvier 2019.

Au 1er janvier 2020, le département de Maine-et-Loire compte 9 établissements publics de coopération intercommunale à fiscalité propre dont le siège est dans le département (une communauté urbaine, 3 communautés d'agglomération et 5 communautés de communes). Par ailleurs 1 commune est groupée dans une intercommunalité dont le siège est situé hors département.
Le schéma départemental de coopération intercommunale, approuvé le 22 janvier 2016 par la commission départementale de coopération intercommunale de Maine-et-Loire, envisage la réalisation, à partir du 1er janvier 2017, de 9 intercommunalités.

## Carte
|  | Composition au 1er janvier 2017 : - Angers Loire Métropole - Agglomération du Choletais - Mauges Communauté - Communauté d'agglomération Saumur Val de Loire - Anjou Bleu Communauté - Communauté de communes Anjou Loir et Sarthe - Communauté de communes Baugeois-Vallée - Communauté de communes Loire Layon Aubance - Communauté de communes des Vallées du Haut-Anjou - Communauté de communes du Pays d'Ancenis - Commune hors intercommunalités |

## Intercommunalités à fiscalité propre
| Forme juridique                                           | Nom                           | no SIREN  | Date de création | Nombre de communes     | Population (der. pop. légale) | Superficie (km2) | Densité (hab./km2) | Siège                     | Président           |
| --------------------------------------------------------- | ----------------------------- | --------- | ---------------- | ---------------------- | ----------------------------- | ---------------- | ------------------ | ------------------------- | ------------------- |
| Communauté urbaine                                        | CU Angers Loire Métropole     | 244900015 | 31 décembre 2000 | 29                     | 306 617 (2021)                | 666,70           | 460                | Angers                    | Jean-Marc Verchère  |
| Communauté d'agglomération                                | CA Mauges Communauté          | 200060010 | 1er janvier 2016 | 6                      | 121 626 (2021)                | 1 314,60         | 93                 | Beaupréau-en-Mauges       | Didier Huchon       |
| Communauté d'agglomération                                | CA Agglomération du Choletais | 200071678 | 1er janvier 2017 | 26                     | 104 470 (2021)                | 788,0            | 133                | Cholet                    | Gilles Bourdouleix  |
| Communauté d'agglomération                                | CA Saumur Val de Loire        | 200071876 | 1er janvier 2017 | 45                     | 98 301 (2021)                 | 1 233,70         | 80                 | Saumur                    | Jackie Goulet       |
| Communauté de communes                                    | CC Loire Layon Aubance        | 200071553 | 1er janvier 2017 | 19                     | 56 823 (2021)                 | 607,10           | 94                 | Saint-Georges-sur-Loire   | Marc Schmitter      |
| Communauté de communes                                    | CC des Vallées du Haut-Anjou  | 200071868 | 1er janvier 2017 | 15                     | 36 309 (2021)                 | 635,30           | 57                 | Le Lion-d'Angers          | Étienne Glémot      |
| Communauté de communes                                    | CC Baugeois Vallée            | 244900882 | 30 décembre 1998 | 7                      | 34 779 (2021)                 | 734,30           | 47                 | Baugé-en-Anjou            | Philippe Chalopin   |
| Communauté de communes                                    | CC Anjou Bleu Communauté      | 244900809 | 27 novembre 1995 | 11                     | 34 612 (2021)                 | 647,70           | 53                 | Segré-en-Anjou Bleu       | Gilles Grimaud      |
| Communauté de communes                                    | CC Anjou Loir et Sarthe       | 200068955 | 31 décembre 2016 | 17                     | 28 136 (2021)                 | 453,90           | 62                 | Tiercé                    | Jean-Jacques Girard |
| Intercommunalité dont le siège est situé hors département |                               |           |                  |                        |                               |                  |                    |                           |                     |
| Communauté de communes                                    | CC du Pays d'Ancenis          | 244400552 | 16 décembre 1999 | 20 (dont 1 dans le 49) | 68 998 (2021)                 | 875,80           | 79                 | Ancenis-Saint-Géréon (44) | Maurice Perrion     |

## Regroupement par syndicat de pays

### Anjou bleu, Pays segréen
Au nord-ouest, Anjou bleu, Pays segréen est composé des intercommunalités suivantes :
1. Communauté de communes des Vallées du Haut-Anjou
2. Anjou Bleu Communauté

### Pays Choletais
Au sud, l'Agglomération du Choletais ne fait qu'un avec le Choletais, le Bocage des Mauges et le Vihiersois-Haut-Layon depuis 2017. Ce pays regroupe 26 communes sur 787,96 km2 et compte 102 718 habitants (2013) soit 12,8 % de la population du département.

### Pays de Loire en Layon
Le Pays de Loire en Layon est dissout le 31 décembre 2016, ses compétences sont reprises par la Communauté de communes Loire Layon Aubance.

### Pays des Mauges
Le Pays des Mauges est dissout le 31 décembre 2015. Ses compétences sont reprises par Mauges Communauté qui regroupe 6 communes sur 1 314,69 km2 et compte 119 031 habitants (2013) soit 14,9 % de la population départementale.

### Pays des Vallées d'Anjou
Le Pays des Vallées d'Anjou est dissout le 31 décembre 2016, ses compétences sont reprises par la Communauté de communes Baugeois-Vallée.

### Pôle métropolitain Loire Angers
Au centre, le Pôle métropolitain Loire Angers est composé des intercommunalités suivantes :
1. Angers Loire Métropole
2. Communauté de communes Anjou Loir et Sarthe

### Grand Saumurois
Le Grand Saumurois est dissout le 31 décembre 2016 et ses compétences sont reprises par la communauté d'agglomération Saumur Val de Loire au 1er janvier 2017.